# Liste der Kulturdenkmäler in Flemlingen
In der Liste der Kulturdenkmäler in Flemlingen sind alle Kulturdenkmäler der rheinland-pfälzischen Ortsgemeinde Flemlingen aufgeführt. Grundlage ist die Denkmalliste des Landes Rheinland-Pfalz (Stand: 14. August 2023).

## Denkmalzonen
| Bezeichnung                          | Lage                                                           | Baujahr                     | Beschreibung | Bild                           |
| ------------------------------------ | -------------------------------------------------------------- | --------------------------- | --- | ------------------------------ |
| Denkmalzone Burgruine Neuscharfeneck | südöstlich von Ramberg; Distrikt Kalkofenberg Scharfeneck Lage | Anfang des 13. Jahrhunderts | Anfang des 13. Jahrhunderts, Vorwerk der zerstörten Burg Alt-Scharfeneck, ab 1469 Ausbau durch Kurfürst Friedrich I., nach Zerstörung im Bauernkrieg um 1530 wiederhergestellt, 1633 endgültig zerstört; rechteckige Hauptburg, westlich unterhalb die Vorburg; sehr mächtige Schildmauer, im Kern aus dem 13. Jahrhundert, in spätgotischer Zeit mit Großquadern erneuert; Palas des 16. Jahrhunderts, nordseitig Zwinger; an der Westseite der Vorburg Torbau mit Rundturm | weitere Bilder Fotos hochladen |

## Einzeldenkmäler
| Bezeichnung                       | Lage                        | Baujahr      | Beschreibung | Bild                           |
| --------------------------------- | --------------------------- | ------------ | --- | ------------------------------ |
| Wohnhaus                          | Hainfelder Straße 6 Lage    | 1920er Jahre | Walmdachbau, expressionistische Motive, 1920er Jahre | Fotos hochladen                |
| Wegekreuz                         | Kirchstraße Lage            | 1812         | nachbarock, auf Tischsockel, bezeichnet 1812 | Fotos hochladen                |
| Rathaus                           | Kirchstraße 2 Lage          | um 1900      | ehemalige Schule; historisierender Bossenquaderbau, um 1900 | Fotos hochladen                |
| Katholische Pfarrkirche St. Alban | Kirchstraße 7 Lage          | 1759         | barocker Saalbau, 1759, Vorhalle 1938 | weitere Bilder Fotos hochladen |
| Friedhofskreuz und Grabmäler      | Kirchstraße, bei Nr. 7 Lage | ab 1770      | ehemaliges Friedhofskreuz: barockes Steinkreuz auf Schweifsockel, bezeichnet 1770; Grabmal Minges (Bild), Baumkreuz, um 1883; gusseisernes Grabkreuz (Bild), Mitte des 19. Jahrhunderts | Fotos hochladen                |